# Forte Grande de São Mateus da Calheta

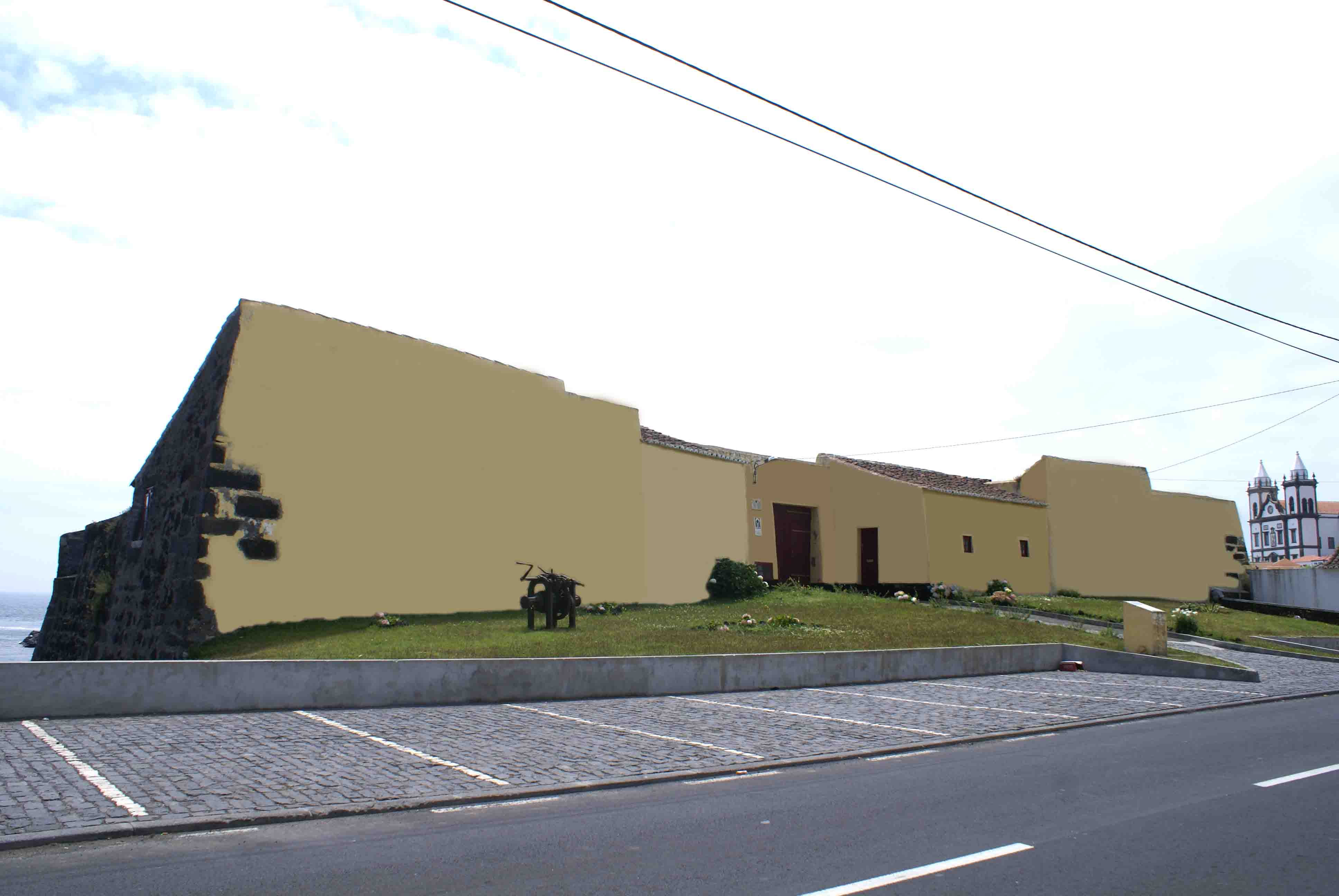
Forte Grande de São Mateus: Portão de Armas.

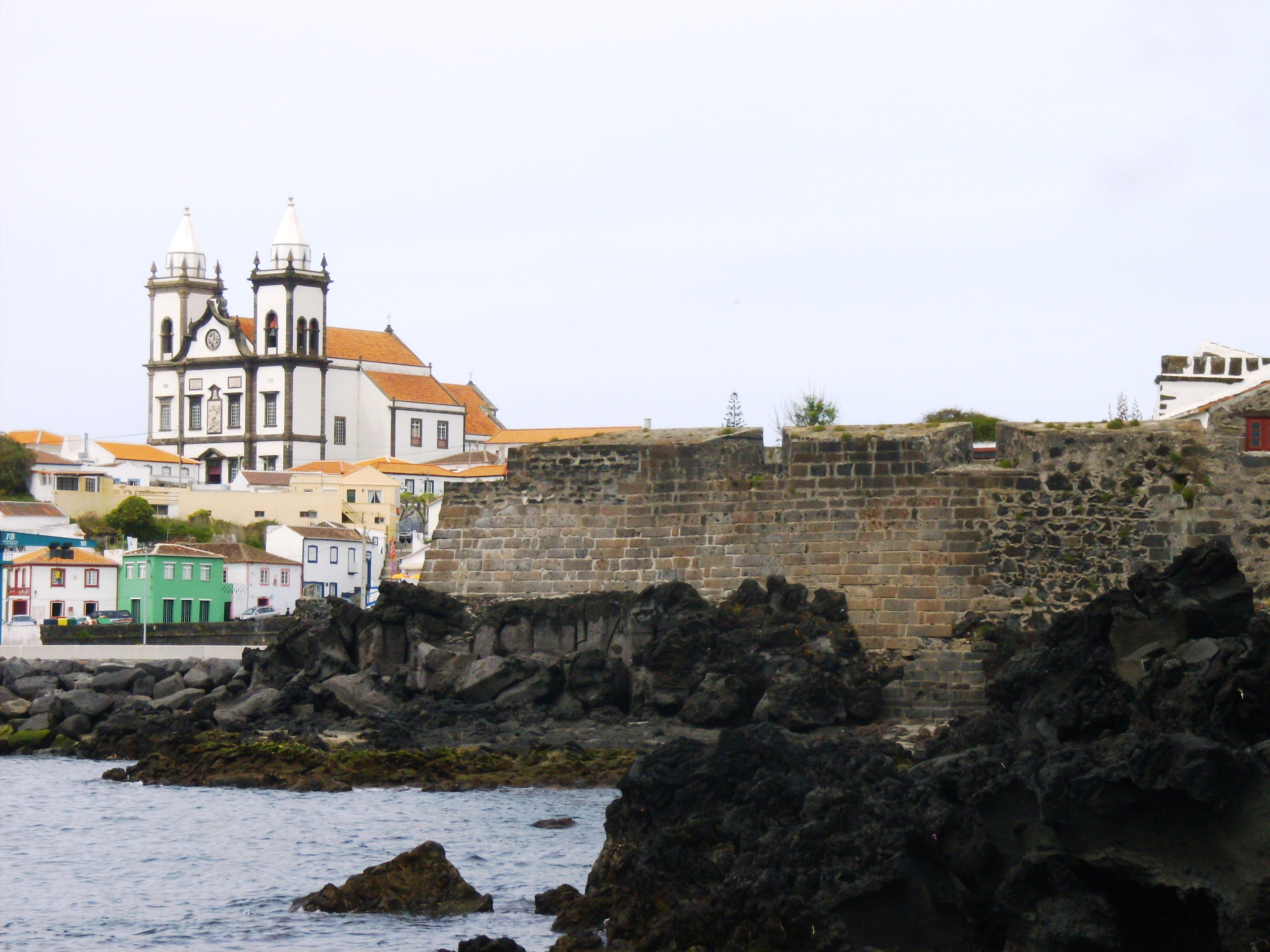
Igreja de São Mateus da Calheta: em primeiro plano a muralha do forte.

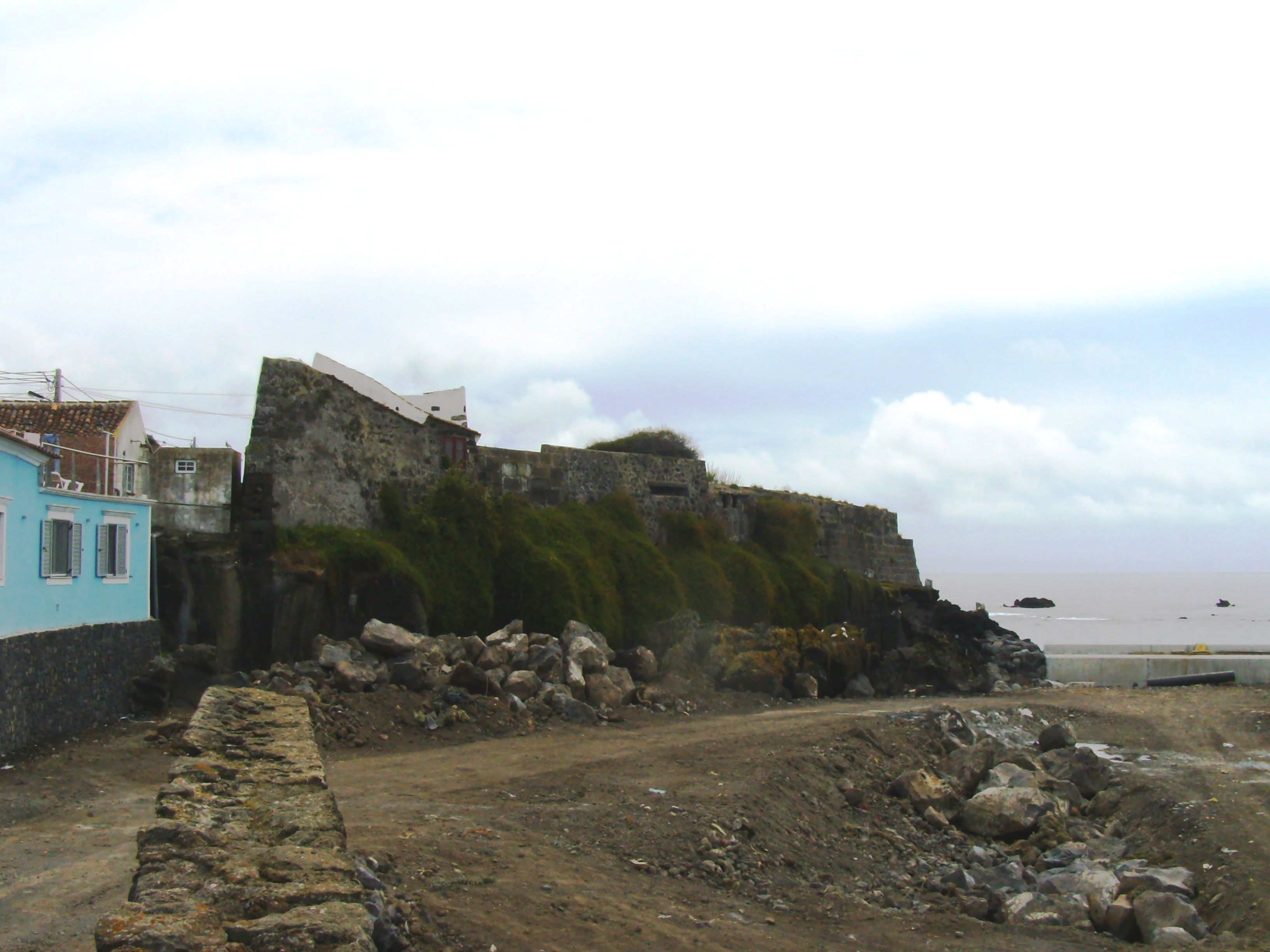
Forte Grande: aspecto das muralhas.

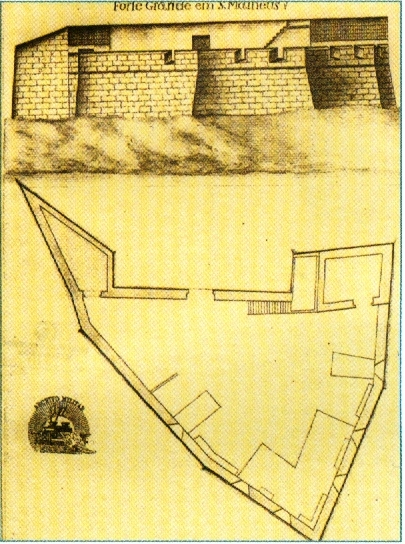
Forte Grande em S. Matheus (José Rodrigo de Almeida, 1830, GEAEM).

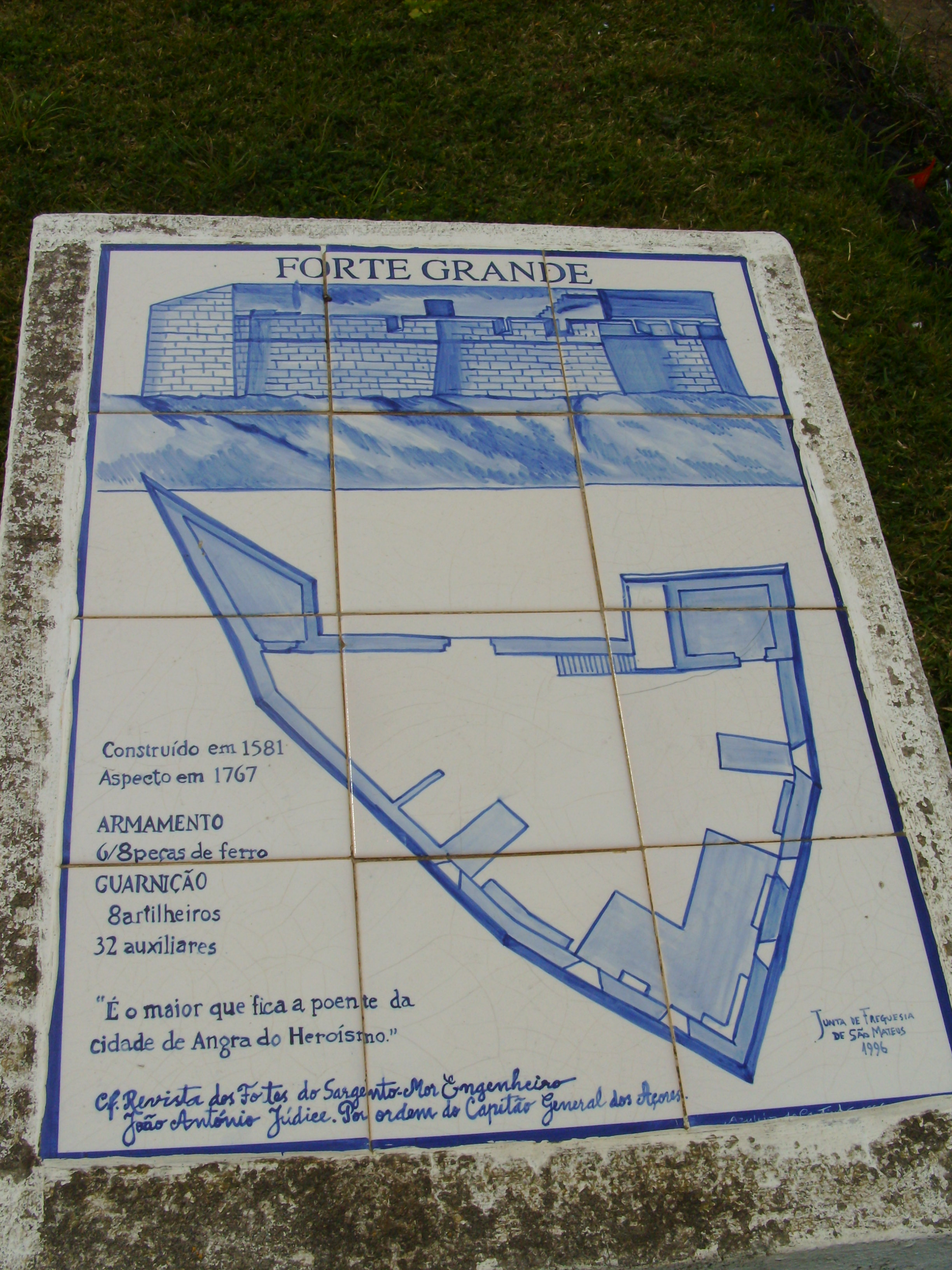
Forte Grande: painel de azulejos reproduzindo a planta de Almeida (1830).

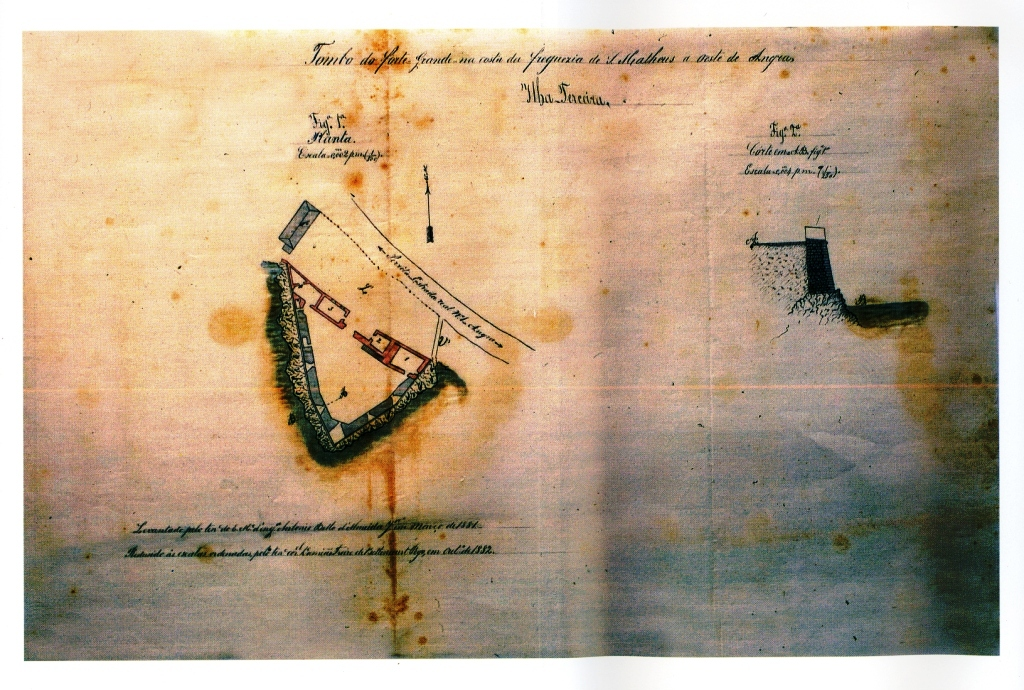
Planta do Forte Grande de São Mateus (António de Almeida Jr.: Damião Pego, 1881-1882.

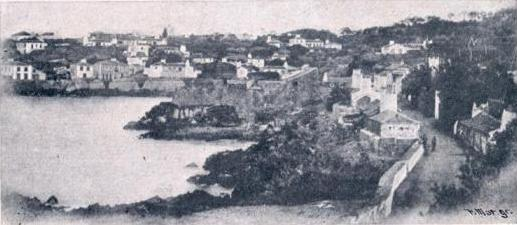
"Ilha Terceira - S. Matheus da Calheta" (Álbum Açoriano, 1903).

O Forte Grande de São Mateus da Calheta, também referido como Forte da Prainha de São Mateus, localiza-se na freguesia de São Mateus da Calheta, município de Angra do Heroísmo, na costa sul da ilha Terceira, nos Açores.
Em posição dominante sobre este trecho do litoral, constituiu-se em uma fortificação destinada à defesa deste ancoradouro contra os ataques de piratas e corsários, outrora frequentes nesta região do oceano Atlântico. Cruzava fogos com o Forte do Biscoitinho e o Forte da Má Ferramenta. Este conjunto de fortes cooperava com o Forte do Negrito a oeste, e com a Bateria de São Diogo, no Monte Brasil, mais distante, a este. 

## História
Foi uma das fortificações erguidas na Terceira no contexto da crise de sucessão de 1580 pelo então corregedor dos Açores, Ciprião de Figueiredo e Vasconcelos, conforme o plano de defesa da ilha elaborado por Tommaso Benedetto em 1567, após o ataque do corsário francês Pierre Bertrand de Montluc ao Funchal (outubro de 1566), intentado e repelido em Angra no mesmo ano (1566):
"Não havia naquele tempo [Crise de sucessão de 1580] em toda a costa da ilha Terceira alguma fortaleza, excepto aquela de S. Sebastião, posto que em todas as cortinas do sul se tivessem feito alguns redutos e estâncias, nos lugares mais susceptíveis de desembarque inimigo, conforme a indicação e plano do engenheiro Tomás Benedito, que nesta diligência andou desde o ano de 1567, depois que, no antecedente de 1566, os franceses, comandados pelo terrível pirata Caldeira, barbaramente haviam saqueado a ilha da Madeira, e intentado fazer o mesmo nesta ilha, donde parece que foram repelidos à força das nossas armas." 
A seu respeito, DRUMMOND registou:
"Os mais fortes que Ciprião de Figueiredo mandou edificar nos lugares já de antes designados, são os seguintes: dentro na baía da cidade, entre a mencionada fortaleza de Santo António e o Porto Novo, edificou-se outro forte; correndo para o poente, onde se chama a Prainha, outro, e todos com artilharia, fechados, e de uns a outros iam muros com seus cordões, e corredores por dentro, e com boas portas para terra. Edificou-se mais adiante a fortaleza de São Mateus, o forte da Calheta, e o do Negrito; e dali até à Serreta fizeram-se trincheiras em poucos lugares, por ser costa mui brava."
Era aqui, na altura da freguesia de São Mateus, que as naus de torna-viagem das Índias, em busca do porto de Angra, salvavam pela primeira vez.
Com a instalação da Capitania Geral dos Açores, o seu estado foi assim reportado em 1767:
"31º - Forte da prainha de S. Matheus. Este é o maior [dos fortes e redutos] que fica[m] ao poente [da cidade d'Angra] e está reformado de novo. Tem seis canhoneiras e precisa de mais duas e peças de ferro tem seis capazes com os seus reparos bons, precisa de mais duas com os seus reparos e para se guarnecer oito artilheiros e trinta e dois auxiliares."
Encontra-se referido como "33. Forte da Praya de S. Matheus" no relatório "Revista aos fortes que defendem a costa da ilha Terceira", do Ajudante de Ordens Manoel Correa Branco (1776), que apenas assinala: "(...) hé dos milhores da costa desta Ilha. Este Forte achase reedificado todo de novo, e náo careçe de obra algua."
No contexto da Guerra Civil Portuguesa (1828-1834) voltou a revestir-se de importância estratégica, constando o seu alçado e planta ("Forte grande em S. Matheus") na "Colecção de Plantas e Alçados de 32 Fortalezas dos Açores, por Joze Rodrigo d'Almeida em 1830".
A "Relação" do marechal de campo Barão de Bastos em 1862 informa que se encontra em bom estado de conservação, e observa:
"Deve ser conservado por ser o mais importante da costa; tem cinco canhoneiras, uma área de cinco braças quadradas, alojamento para vinte praças, paiol e caza para palamenta."
De acordo com o tombo de 1881, encontrava-se à disposição do Ministério da Guerra, entregue à guarda de um veterano, que aí residia com a sua família.
Posteriormente foi utilizado como habitação por pessoas carenciadas, o que evitou a sua ruína por abandono. À época em que projecionistas de cinema ambulantes percorriam as freguesias da ilha, o seu recinto foi utilizado como cinema ao ar livre. Abrigou ainda a sede da Junta de Freguesia de São Mateus.
Depois de passar do Estado para  património da Câmara Municipal de Angra do Heroísmo, foi recuperado com o apoio da Direção Regional da Cultura. Foi cedido pela autarquia para ser utilizado pela Associação do Defesa do Ambiente Gê-Questa - que aqui instalou um Centro de Estudos do Mar e um Núcleo Museológico do Mar -, e pelo grupo folclórico "Modas da Nossa Terra".

## Características
Do tipo abaluartado, apresenta planta com formato aproximadamente triangular, com cinco canhoneiras: uma no vértice saliente e duas em cada face para o lado do mar, ocupando uma área de 738 metros quadrados, à qual se acrescia um largo com 483 metros quadrados, que no tombo de 1881 se considerava pertencer ao Ministério da Guerra.
De muralhas espessas, tem embutido na do flanco oeste um corredor com três metros de comprimento, que dá acesso à latrina. No mesmo flanco, mas próximo da gola que dá forma à linha entre os lados do ângulo saliente, existe um espaço destinado a cozinha.
À esquerda do portão de armas, uma escada de pedra dá acesso a uma plataforma em forma de terraço, que terá servido de posto de observação.
Encostadas ao muro de gola encontram-se quatro casas pegadas, tendo as duas das extremidades uma entrada pelo interior do forte. Cada uma delas tem uma janela voltada para o lado do mar. As duas casas do meio apresentam-se com entrada pelo exterior do forte, sendo que a casa da esquerda tem duas janelas para o largo, que confronta com a estrada. A última casa tem dois compartimentos, que terão servido para guardar munições e palamenta. 
Contiguamente ao forte, pelo lado direito, existe um pequeno pano de muralha de características defensivas. Como no local existiu um poço, há quem pretenda ver naquele testemunho o que restou do chamado "Reduto do Poço", ainda referenciado em finais do século XVIII.